# Move (sång)
Move är en poplåt, skriven av Andreas Lundstedt och Johan Röhr, som framfördes av Andreas Lundstedt i Melodifestivalen 2007. Melodin tävlade vid deltävling 1 i Jönköping, där bidraget slutade på 6:e plats och missade finalen.
På den svenska singellistan placerade sig singeln som högst på 34:e plats.
Den 29 april 2007 gjorde ett misslyckat försök att få in melodin på Svensktoppen .

## Listplaceringar
| Lista (2007) | Topplacering |
| ------------ | ------------ |
| Sverige      | 34           |